# Стандертон
Стандертон (Standerton) — административный центр местного муниципалитета Леква в районе Герт Сибанде провинции Мпумаланга (ЮАР).
В 1864 году фермер Адриан Хендрик Стандер приобрёл в этих местах ферму. В 1875 году синдикат выкупил у него ферму, и 14 декабря 1878 года здесь был основан город, который получил название Стандертон в честь бывшего владельца фермы.
В городе родился Констанд Фильюн, в дальнейшем видный военачальник и консервативный политик ЮАР.
В 2007 г. по указанию мэра - члена АНК - в городе был разрушен мемориал в память Великого трека. В 2010 г. суд признал решение мэра незаконным, и мемориал был восстановлен.